# Tuczno

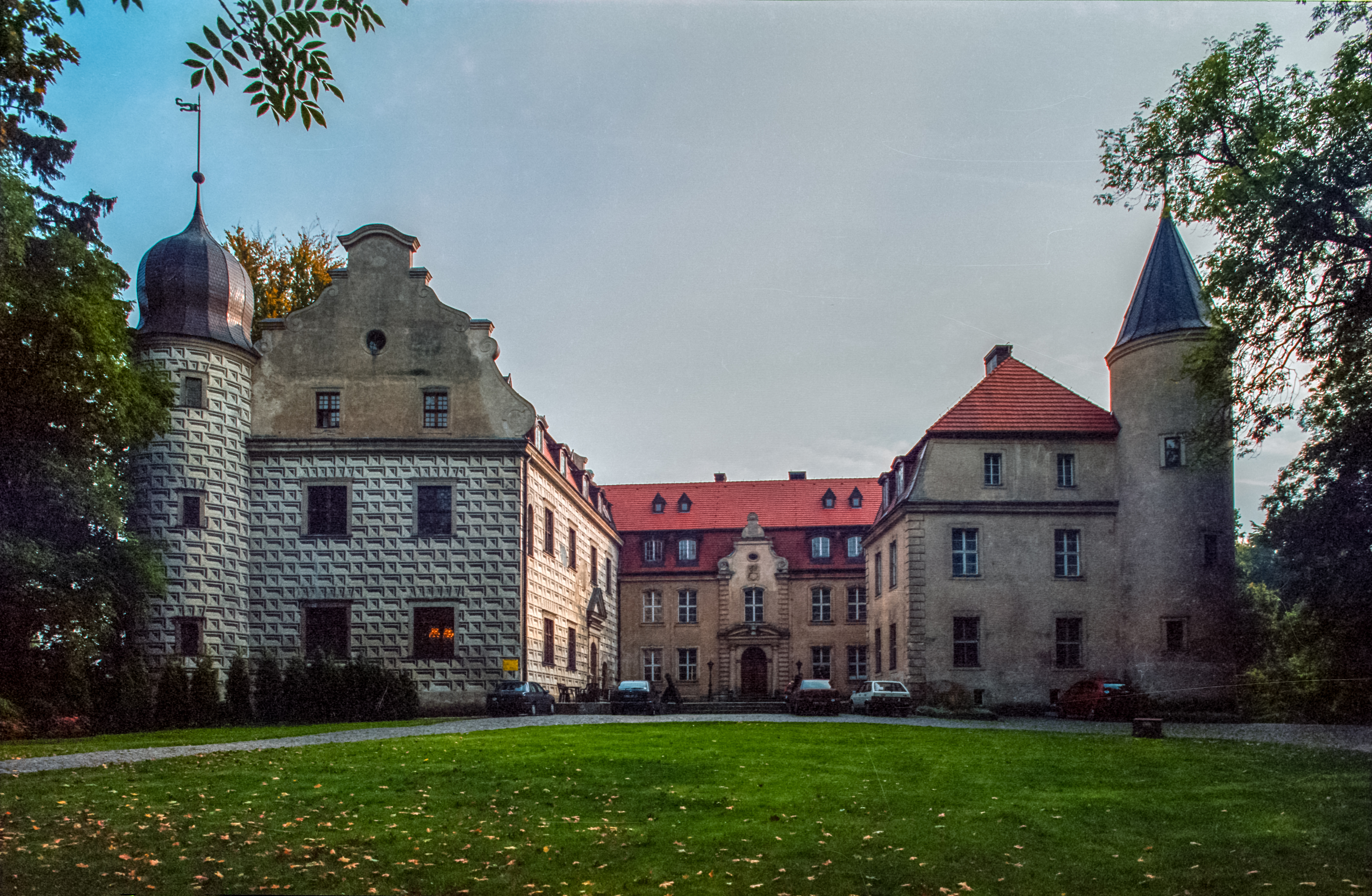
Tucznos slott.

Tuczno ['tuʈ͡ʂnɔ'], tyska: Tütz, är en småstad i nordvästra Polen, belägen i distriktet Powiat wałecki i Västpommerns vojvodskap, omkring 20 kilometer väster om distriktets huvudort Wałcz. Tätorten hade 1 974 invånare år 2013 och är centralort för en stads- och landskommun med totalt 5 066 invånare samma år.

## Geografi
Staden ligger i sjölandskapet Pojezierze Wałeckie i det historiska landskapet Hinterpommern. Området väster om orten är en del av Drawas nationalpark.

## Historia
De äldsta spåren av en bosättning på platsen är från 600-talet e.Kr. Under tidig medeltid tillhörde området olika pommerska och polska furstar, fram till att det omkring år 1250 blev del av markgrevskapet Brandenburg. Markgrevarna gav området i förläning till ätten von Wedel, för att främja kolonisationen av området under Ostsiedlung-perioden. År 1306 omnämns orten för första gången i skrift och 1331 gavs den stadsrättigheter av markgreven Ludvig Brandenburgaren. Staden försågs med en ringmur och en vallgrav, och 1338 påbörjades bygget av stadens slott.
Staden blev genom sitt läge i gränstrakterna mellan Brandenburg, Polen och Pommern inblandad i konflikterna mellan dessa. År 1364 plundrades staden av polska trupper och 1368 avträdde kurfursten Otto av Brandenburg staden och området öster om floden Drawa till Polen. Från 1402 tillhörde staden Tyska orden men kom genom freden i Thorn 1466 åter i polsk ägo.
År 1542 splittrades ätten von Wedel i två linjer. Den lokala linjen, Wedel-Tuczynski, införde reformationen i staden 1546. När den nye länsherren Cristoph von Wedel-Tuczynski år 1593 försökte återinföra katolicismen med stöd av jesuiterna uppstod en stor religionskonflikt mellan länsherren och stadens borgerskap, som ledde till att många borgare flydde staden och att borgmästaren och en av rådsherrarna avrättades. Efter att den katolske länsherren gått segrande ur striden etablerades staden som ett viktigt katolskt fäste i regionen.
I början av 1600-talet byggdes stadens slott om till ett renässanspalats, då bland annat västflygeln tillkom. 1600-talet var annars en svår period för staden. År 1624 dog hälften av stadens 1 100 invånare i pesten, 1640 brann stadens kyrka ned, och under det svensk-polska kriget hamnade staden i krigszonen. 1707 drabbades staden av ytterligare en pestepidemi.
Efter Polens första delning tillföll staden 1773 kungariket Preussen, från 1818 som del av provinsen Västpreussen och från 1871 även som del av Tyska kejsardömet. 1834 inträffade en större stadsbrand då båda stadens kyrkor brann. 1888 fick staden en järnvägsstation på sträckan Kallies–Deutsch Krone. 
Efter första världskriget och Versaillesfreden hamnade staden på den tyska sidan av den nydragna gränsen, och staden införlivades 1922 i provinsen Grenzmark Posen-Westpreussen, från 1938 i provinsen Pommern. Under 1930-talet blev staden kurort.
Staden intogs av Röda armén 11 februari 1945, efter hårda strider där innerstaden till större delen brann ned. Efter krigsslutet blev staden polsk genom Potsdamöverenskommelsen och den kvarvarande tyska delen av befolkningen tvångsförflyttades. Staden bär sedan dess sin polska namnform Tuczno som officiellt namn.
År 2009 blev staden den första i Polen med en gata uppkallad efter Michael Jackson.

## Kultur och sevärdheter
- Tucznos slott, med anor från 1300-talet, drivs idag som hotell- och konferensanläggning.

## Vänorter
- Kommunen Märkische Heide, Brandenburg, Tyskland.